# Paul Moreau-Vauthier

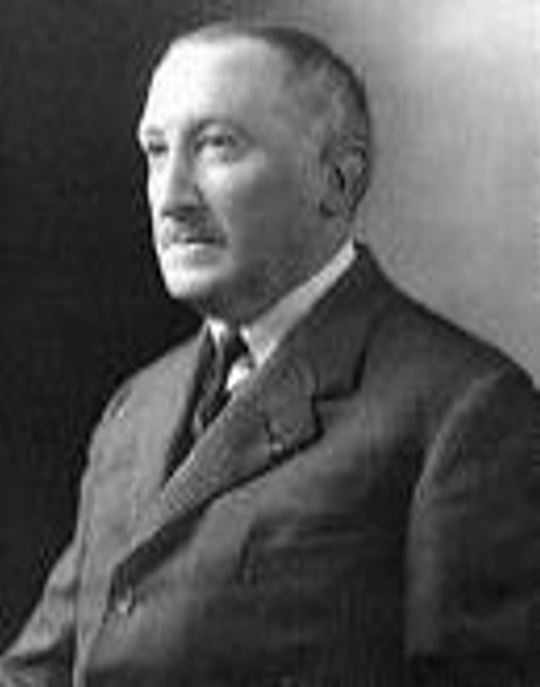
Paul Moreau-Vauthier

Gabriel Jean Paul Moreau-Vauthier (* 28. November 1871 in Paris, Frankreich; † 2. Februar 1936 in Iteuil bei Poitiers, Frankreich) war ein französischer Bildhauer.

## Leben
Er war der Sohn des Bildhauers Augustin-Jean Moreau-Vauthier und der Marie Louise Suzanne Vauthier. Sein Bruder Charles Moreau-Vauthier war Maler und Schriftsteller, seine Schwester Madeleine Moreau-Vauthier war mit dem Bildhauer Ernest Dagonet verheiratet. Moreau-Vauthier war der Schüler seines Vaters und von Jules Thomas. Er stellte erstmals auf der Weltausstellung Paris 1900 mit seiner Statue La Parisienne aus.
Als Soldat des Ersten Weltkriegs hatte Moreau-Vauthier die Schlacht um Verdun von 1916 miterlebt. Er wurde bekannt mit seiner Gedenkmauer für die Opfer Revolution (Mur des Fédérés) an der Avenue Gambetta in Paris. Er schuf auch ein allegorisches Werk zum Gedenken an Louis Blériots ersten Flug über den Ärmelkanal 1909.

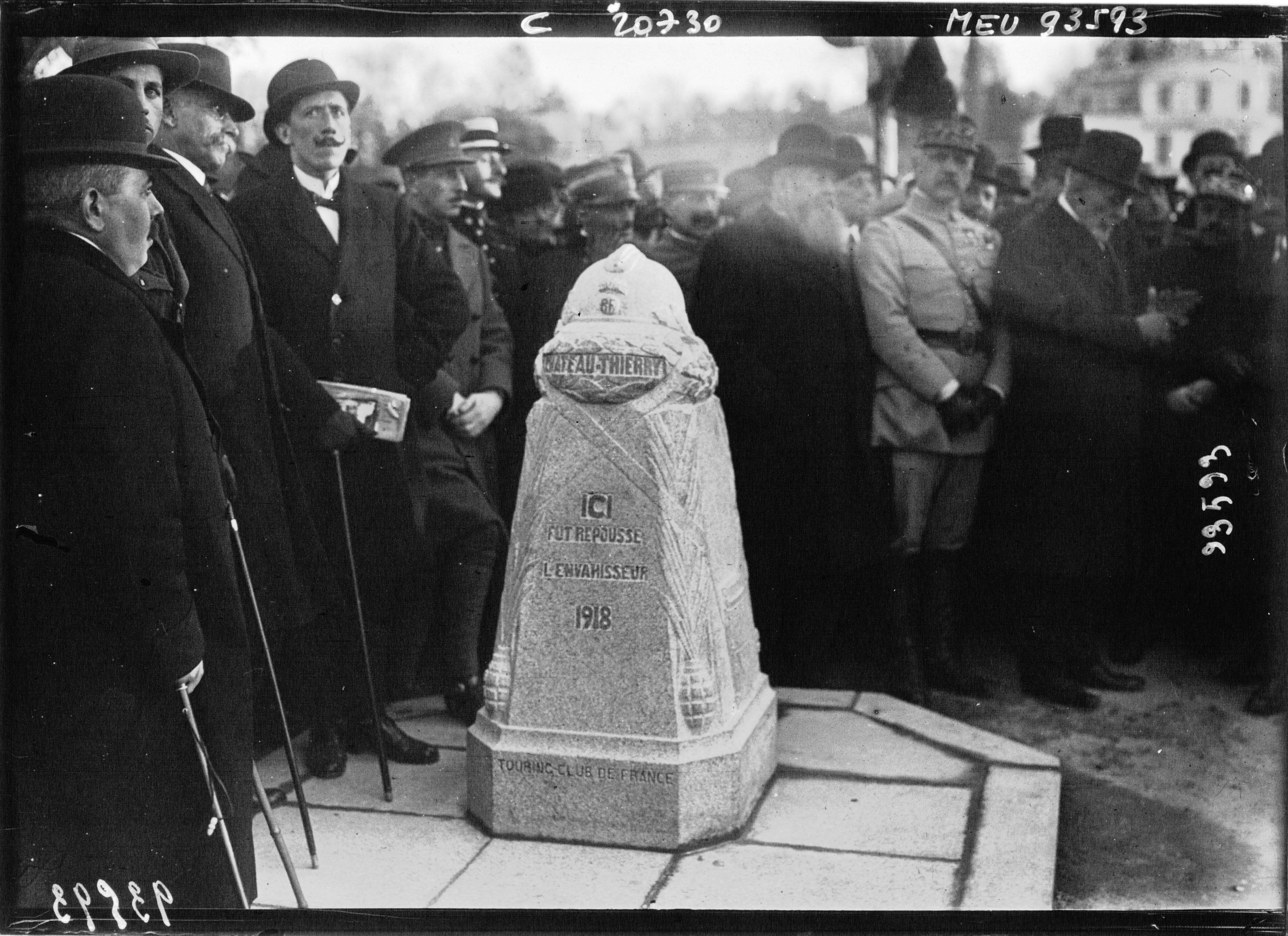
Einweihung eines Markierungspollers in Château-Thierry, 1921

Moreau-Vauthier entwickelte 1920 die Idee, im Gedenken an die Toten des Ersten Weltkriegs eine Reihe von Steinskulpturen als Demarkationssteine (Markierungspoller) entlang der 650 km langen Front von Nieuwpoort, Belgien über Moosch bei Altkirch bis zur französisch-schweizerischen Grenze zu installieren. Sein erstes Modell präsentierte er in diesem Jahr in Paris; Henri Defert, Präsident des Touring Club of France, unterstützte seine Idee und lud den Belgischen Touring Club ein, sich ebenfalls diesem Projekt anzuschließen. Insgesamt waren 240 Marker geplant (28 in Belgien, 212 in Frankreich), von denen 118 in den Jahren von 1921 bis 1927 errichtet wurden (22 in Belgien, 96 in Frankreich). Die drei Grundausführungen unterscheiden sich vor allem durch die Armeezugehörigkeit der Helme (französisch, belgisch oder britisch), die die Meilensteine abdeckten. Die Poller zeigen Infanterieausrüstung wie Wasserflaschen, Handgranaten usw. als seitliche Verzierungen. 19 dieser „Front–Poller“ bestehen noch  heute.
Moreau-Vauthier gehörte der von dem Éditeur d’art (Kunstverleger) und Bildgießer Arthur Goldscheider in den frühen 1920er Jahren mit Vertretern des Art déco gegründeten Künstlergruppe La Stèle an, deren Arbeiten Goldscheider 1925 auf der Pariser Exposition internationale des Arts Décoratifs et industriels modernes ausstellte. 1932 nahm er an den Olympischen Sommerspielen 1932 von Los Angeles in der Disziplin Mixed Sculpturing teil.
1936 verstarb Moreau-Vauthier bei einem Autounfall und wurde auf dem Pariser Friedhof Père-Lachaise zur Ruhe gelegt.

## Veröffentlichungen
- La Doctrine de guerre du général Douhet. Berger-Levrault, Paris 1935.
- Un Chef. Le Général Mangin 1866–1925. Charles-Lavauzelle, Limoges 1936.

## Werke (Auswahl)
- La Premier Parure, ca. 1900[13]
- Toréador de Séville, 1909, Musée d’Orsay[14]
- Monseigneur Lacroix, 1919, Musée d’Orsay[15]
- Le Mur des fédérés, 1906–1909[16]

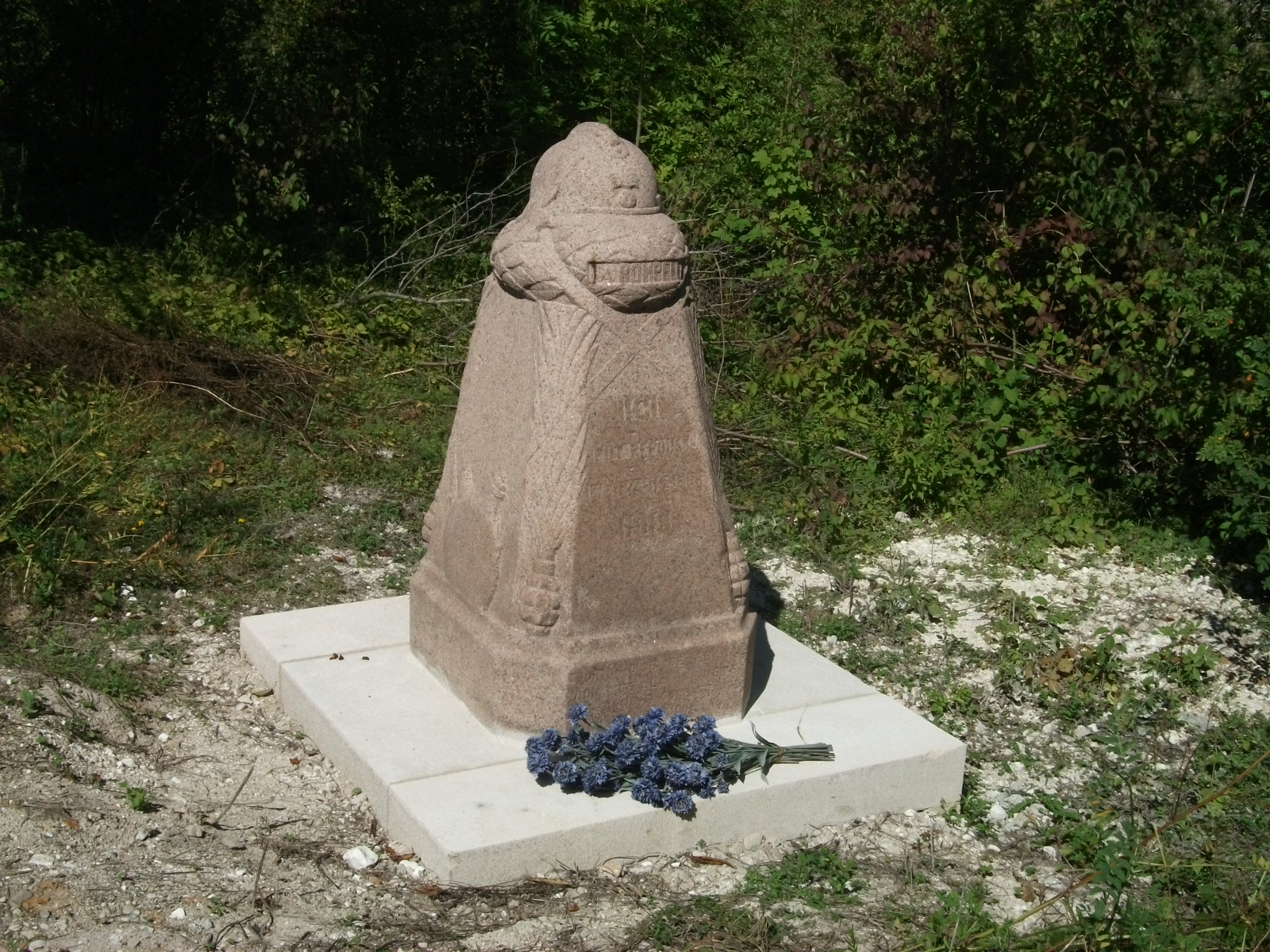
Poller am Fort de la Pompelle bei Reims, Bild von 2010.
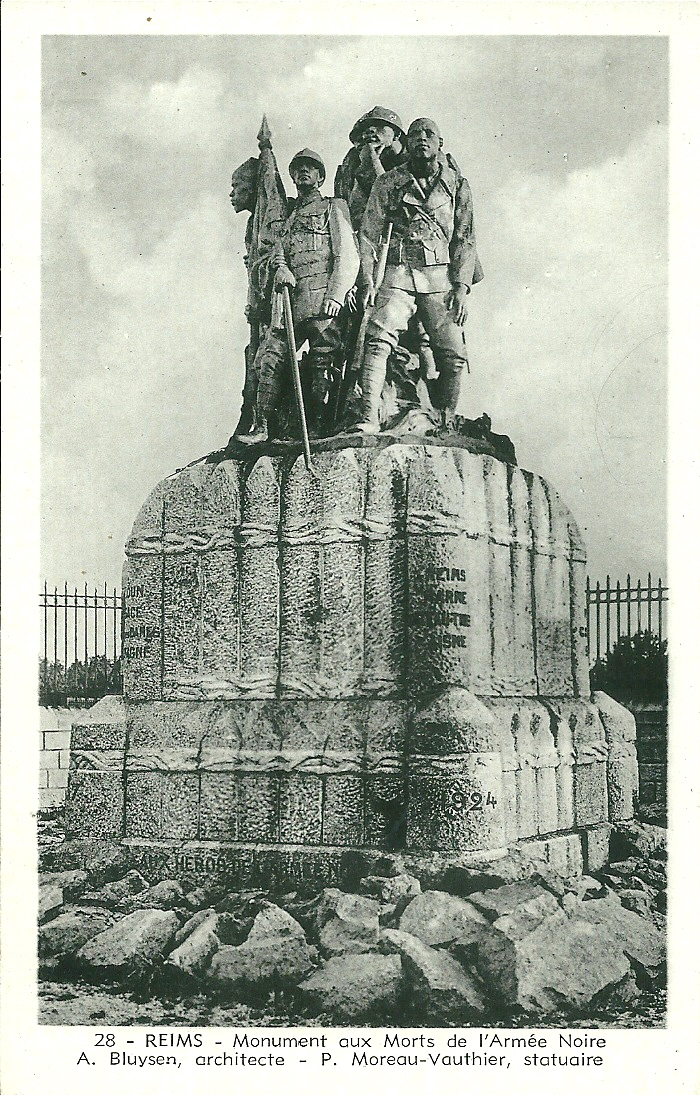
Armée noire, Reims, 1924. Im September 1940 von den deutschen Besatzern zerstört.
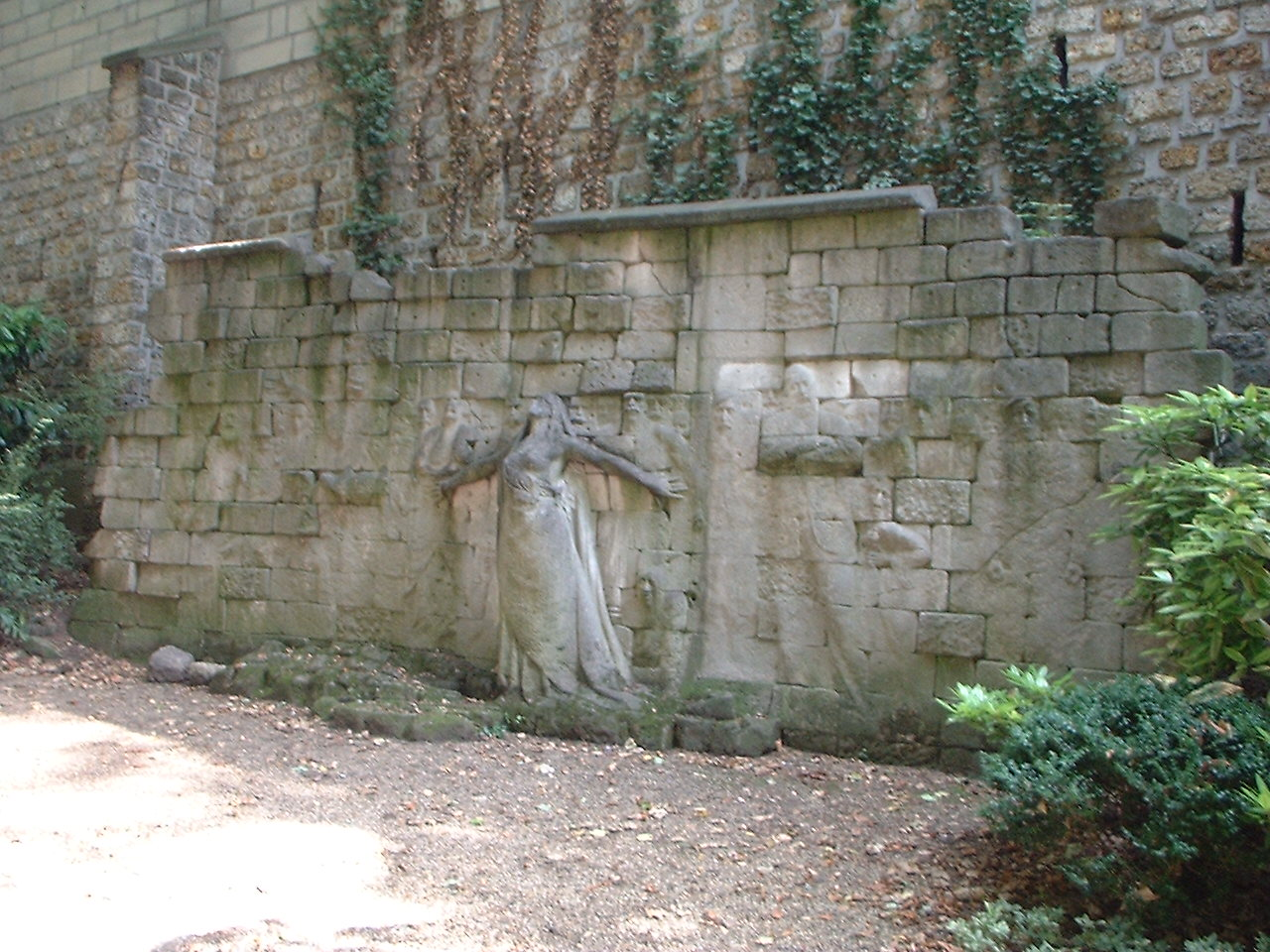
Monument fédérés am Place Samuel de Champlain, entlang des Friedhofs Père Lachaise. Bild von 2004.
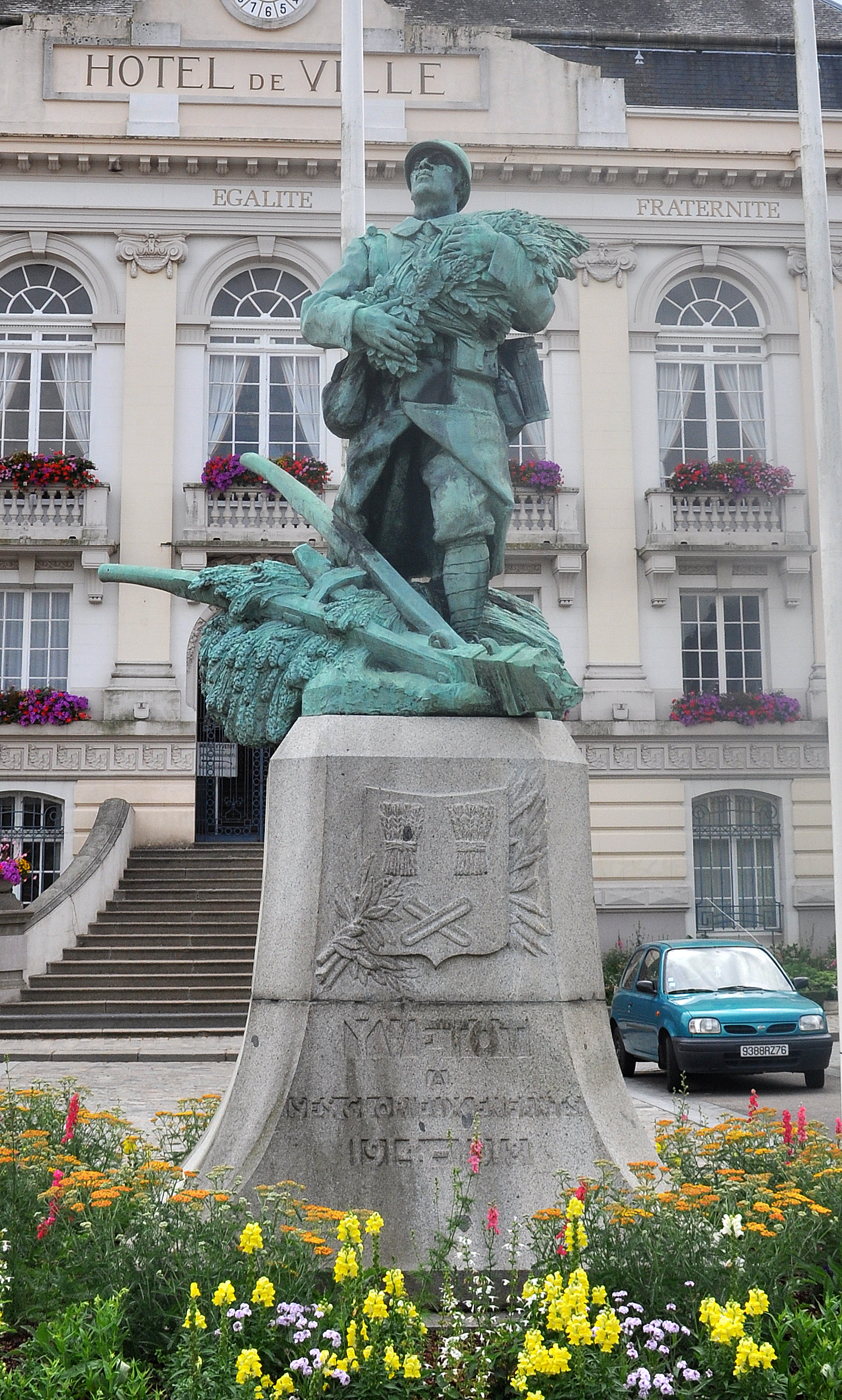
Denkmal am Place de l’Hôtel de Ville, Yvetot, von 1923.
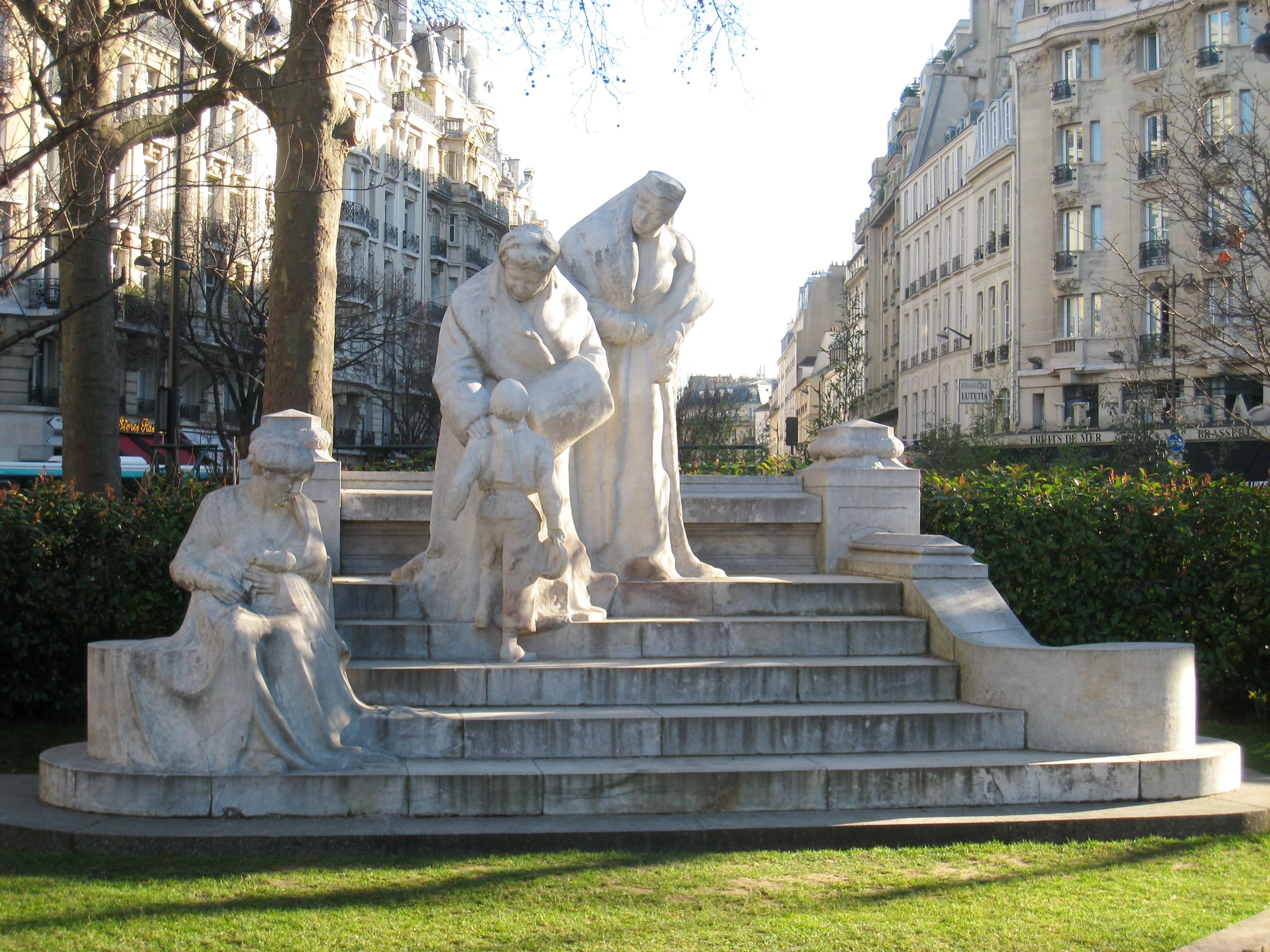
Madame Boucicaut et Baroness Clara de Hirsh, Place Boucicaut, Paris, von 1914.